# Martin Rohla

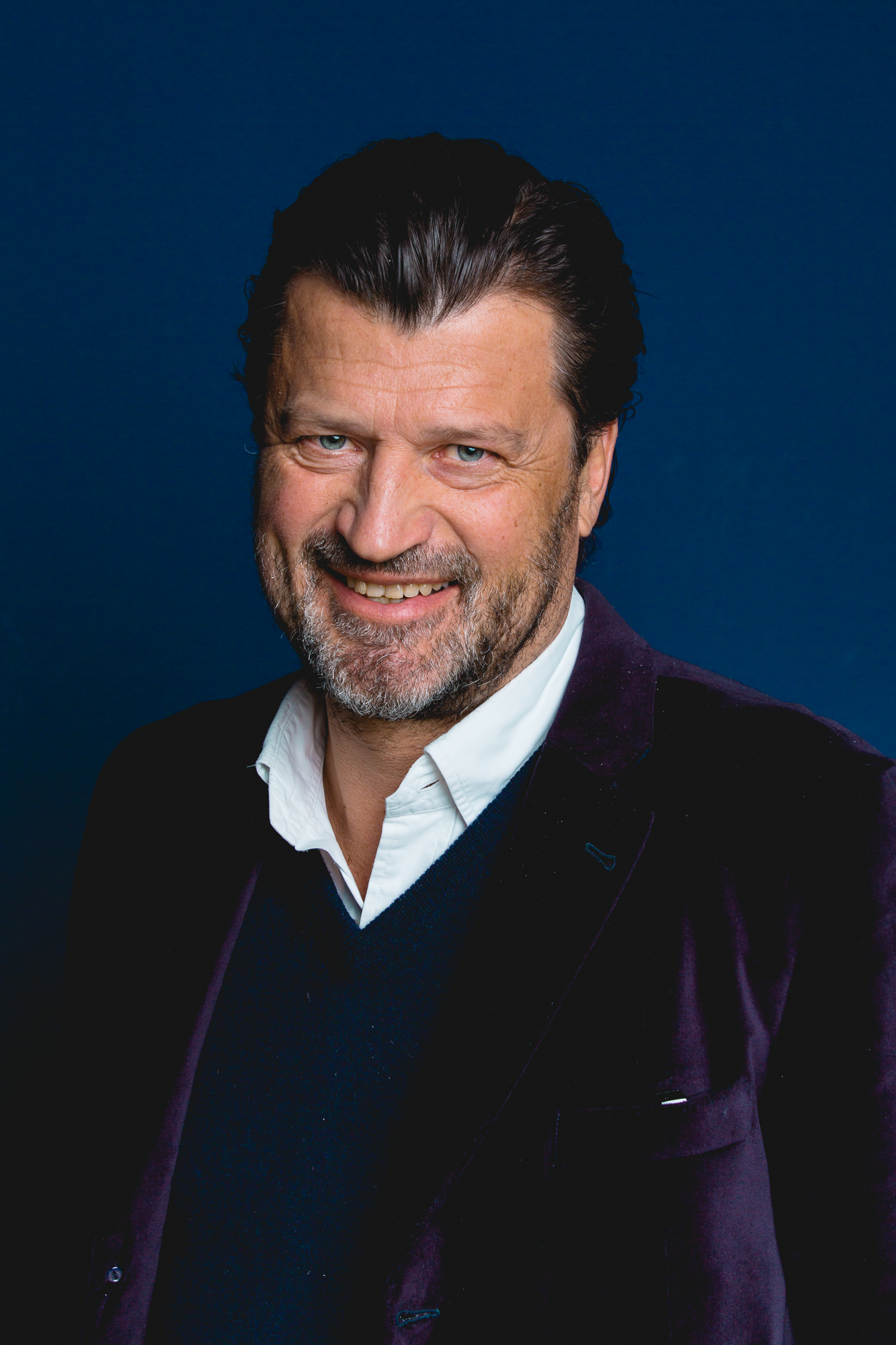
Martin Rohla (2019)

Martin Rohla (* 29. März 1963 in Freistadt) ist ein österreichischer Unternehmer und ehemaliger Fernseh-Juror.

## Ausbildung
Rohla absolvierte seine Matura am Sacré Coeur Pressbaum und schloss das Studium der Betriebswirtschaftslehre an der Johannes Kepler Universität Linz als Magister ab.

## Tätigkeit als Unternehmer
Rohla gründete 1989 einen Textilhandel mit sechs Filialen in Wien, welcher 1993 verkauft wurde. Danach stieg er in das elterliche Pharmaunternehmen Provita ein, welches 1996 an Nycomed verkauft wurde. Er gründete mit Datapharm Network ein Apotheken-EDV-Unternehmen und erwarb in Folge mehrere Apotheken in Österreich, die er ab 2007 verkaufte. Mit der Saint Charles Apotheke war er 2007 nominiert zum Entrepreneur Of The Year Award von Ernst & Young im Bereich Start Ups, 2019 gewann er den Award im Bereich Social Entrepreneurship. 2021 wurde Rohla vom Austria Wirtschaftsservice, der Förderbank der Republik Österreich, zum Österreichischen Business Angel of the Year gewählt. Rohla beschäftigt sich mit Immobilienprojekten und investiert nach eigener Aussage in nachhaltige Unternehmenskonzepte, die Beteiligungen sind in seinem Beratungs- und Beteiligungsunternehmen Goodshares zusammenführt. Rohla ist außerdem Mitglied des Aufsichtsrats der Sinnova, Mehrheitsgesellschafterin der von ihm 2010 mitgegründeten privaten Mitarbeitervorsorgekasse Fair-finance Vorsorgekasse. 2009 erwarb er die biologische Landwirtschaft Gut Bergmühle in der Ortschaft Kronberg im Weinviertel. 
Im Januar 2023 wurde bekannt, dass mehrere Standorte der von Rohla gegründeten Gastro-Gruppe "Habibi & Hawara" wegen Überschuldung in Höhe von 2,3 Millionen Euro, trotz staatlicher Unterstützung, Insolvenz anmelden müssen.

## TV-Präsenz bei 2 Minuten 2 Millionen
Von 2018 bis 2022 war Martin Rohla Jury-Mitglied in der TV-Sendung „2 Minuten 2 Millionen“ des Privatsenders Puls4, dem österreichischen Pendant zur in Deutschland auf VOX ausgestrahlten Show Die Höhle der Löwen. Rohla deckte mit seiner Beteiligung in der Jury den Bereich Nachhaltigkeit ab und in seiner aktiven Zeit bei allen Staffeln dabei.
An der Sendung wird kritisiert, dass die vor der Kamera versprochenen Investments gelegentlich nicht zustande kommen, wobei die Gründe dafür nur selten an die Öffentlichkeit gelangen.

## Privates
Rohla ist seit 1992 mit Madeleine Rohla-Strauss, Urenkelin des Komponisten Richard Strauss verheiratet und hat drei Kinder. Die gemeinsame Tochter Mia ist mit dem deutsch-schwedischen Schauspieler August Wittgenstein verheiratet. Über seine Mutter Maria, geb. Manndorff, ist Rohla Urenkel des Erfinders Ferdinand Ritter von Mannlicher.